# Erik Källgren
Pour les articles homonymes, voir Källgren.
Erik Källgren (né le 14 octobre 1996 à Stockholm en Suède) est un joueur professionnel suédois de hockey sur glace. Il évolue au poste de gardien de but.

## Biographie

### Carrière en club
Formé aux Lidingö Vikings HC, il débute en senior avec le IK Oskarshamn dans l'HockeyAllsvenskan en 2015. Il est choisi au septième tour, en cent-quatre-vingt-troisième position par les Coyotes de l'Arizona lors du repêchage d'entrée dans la LNH 2015. Il part en Amérique du Nord en 2019 et est assigné aux Roadrunners de Tucson, club ferme des Coyotes dans la Ligue américaine de hockey. Après quelques matchs, il retourne en Suède. Il remporte le Trophée Le Mat 2021 avec le Växjö Lakers HC. Le 10 mars 2022, il joue son premier match dans la Ligue nationale de hockey avec les Maple Leafs de Toronto face aux Coyotes de l'Arizona après avoir remplacé en cours de match Petr Mrázek. Le 15 mars 2022, il obtient son premier blanchissage lors de sa première titularisation face aux Stars de Dallas lors d'une victoire 4-0 où il arrête 35 tirs.

### Carrière internationale
Il représente la Suède en sélections jeunes.